# Forma normal disjuntiva
En lógica booleana, una fórmula està en forma normal disjuntiva (FND) si correspon a una disjunció de clàusules conjuntives, on una clàusula conjuntiva és una conjunció de literals, on un literal i el seu complement no poden aparèixer a la mateixa clàusula.
Totes les conjuncions de literals i totes les disjuncions de literals estan en FND, car poden ser vistes, respectivament, com a disjuncions d'una única clàusula, i com a disjuncions de clàusules d'un literal. De la mateixa forma que en una forma normal conjuntiva (FNC), els únics connectors lògics que poden aparèixer en una fórmula en FND són la conjunció, la disjunció i la negació. L'operador negació només pot aplicar-se a un literal, i no a una clàusula completa, la qual cosa significa que només pot precedir una variable proposicional.